# 郎怀仁
郎怀仁（Msgr.Adrien Languillat，S.J.，1808年9月28日—1878年11月29日），法国耶稣会会士，天主教直隶东南代牧区、天主教江南代牧区主教。
圣名亚弟盎。
1808年9月28日，郎怀仁出生于法国东北部马恩省埃佩尔奈区的尚特梅勒。1821年进入Chalons大修院，1831年10月2日晋升神父，10年后，1841年2月21日，32岁的郎怀仁在比利时加入耶稣会。
1843年12月，耶稣会派遣第二批前往中国的传教士，其中包括郎怀仁和另外4人，他们和法国公使同船前往中国。1844年10月15日，天主教在中国刚刚解禁，郎怀仁到达上海，被派到浦东传教。1846年10月，郎怀仁又被派往山东省传教。1847年9月在平度州被捕，11月被押往上海。1852年代理江南耶稣会会长。1853年6月任南京教区副主教（至1854年8月）。
1856年5月30日，教廷将直隶东南部和江苏、安徽2省划归耶稣会负责，郎怀仁出任直隶东南代牧区首任代牧，领衔赛教波理（Sergiopolis）教区主教。直隶东南代牧区包括河间、大名、广平3府，冀、深2州、35个县，成立时有9500名信徒。1857年3月22日，郎怀仁在北京教区的主教驻地保定徐水县安家庄（今保定市徐水区户木乡安庄村），由孟振生（Mouly）主教秘密祝圣。郎怀仁起初选定的主教座堂是在威县赵家庄（今威县贺营镇赵庄村），因为白莲教盗匪横行，1861年10月被迫北迁到献县城东1千米的张庄（今献县乐寿镇大张庄村），1863年10月2日开始兴建哥特式大教堂—献县张庄耶稣圣心主教座堂，到1866年3月28日祝圣。主教座堂长50米，宽21米，可容纳2000余人。主教座堂尚未建成，由于在1862年，来访的江南代牧区年文思主教染霍乱身亡，于是在1864年9月9日，郎怀仁主教调任江南代牧区。杜巴尔（Eduard Dubar）接任直隶东南代牧区主教。
1865年3月，郎怀仁到达上海，就任江南代牧区主教。他乘坐法国军舰到长江沿岸的安庆、南京等地，拜会当地的官员，要求在这些地方兴建天主教建筑。他在安庆受到冷落，在南京更是受到李鸿章极不友善的对待。面对巨大的阻力，郎怀仁决心从收养弃婴着手在江南扩展天主教的事业。1867年3月，郎怀仁远赴罗马，参加庆祝伯多禄、保禄殉道1800周年，5月18日，受到教宗庇护九世赐给“宗座侍卫”称号。9月，郎怀仁前往法国巴黎，推动拯亡会修女到中国服务。12月，郎怀仁带着第一批拯亡会修女前往中国。到上海后，将她们安置在徐家汇耶稣会会院对面兴建的徐家汇圣母院，主要从事献堂会貞女的训导工作，后又管理育婴堂。这时，江南代牧区所收婴儿1312名，与中国其他各教区收养的孤儿总数之和相当。1868年，安徽、江苏2省多处地方发生教案（参见扬州教案），神父和教堂遭到袭击。甚至中外关系一向较為和睦的上海街头也出现仇视外国人的揭帖。耶穌会的法国传教士们深感不安，他们许愿：江南代牧区如能平安度过危难，将在佘山上建造一座大教堂。教案平息以后，他们发动教徒捐资和义务劳动，在山顶建造希腊式的大教堂。1871年5月24日的奠基典礼、1873年4月15日的祝圣典礼、5月1日和24日的朝圣仪式，均由郎怀仁主教主持。。
1869年，郎怀仁再次前往罗马，参加第一次梵蒂冈大公会议，表示赞同教宗无谬误信条。
1874年夏季，郎怀仁主教中风卧床。1878年11月29日，郎怀仁主教在上海去世，享年70岁，次日，在徐家汇天主堂为郎怀仁主教举行追思礼。12月5日在董家渡天主堂为郎怀仁主教举行殡葬礼，遗体安葬在董家渡主教座堂。继任者是倪懷綸主教（1879年-1898年）。